# André Dumont

André Dumont, Bildhauer Thomas Vinçotte, die Büste befindet sich im Vlaams Mijnmuseum in Beringen

André Dumont oder Léon André Dumont (* 9. Oktober 1847 in Lüttich; † 2. November 1920 in Brüssel) war ein belgischer Geologe und Bergbauunternehmer.
Er war der Sohn von André Hubert Dumont, Professor der Geologie und Bergbau an der Katholischen Universität Löwen, und Amélie Hyacinthe De Jaer.
Seit 1877 beschäftigte André Dumont sich mit der Idee, in der belgischen Heidelandschaft De Kempen Steinkohle zu finden.

Dumont unternahm um 1900 erfolglose Bohrversuche in Elen westlich von As. 1901 gründete er ein neues Unternehmen mit finanzieller Unterstützung durch die Internationale Bohrgesellschaft aus Erkelenz, einem Unternehmen von Anton Raky. Dieser überzeugte Dumont, in As zu bohren. Am 1. Juni 1901 setzte die Bohrung am Weg nach Opglabbeek an. 1901 in der Nacht vom 1. zum 2. August stieß der Bohrmeißel in einer Tiefe von 541 Meter erstmals auf Kohle. Diese Bohrung erfolgte durch den Bohrmeister Koton, der sofort nach Maastricht fuhr, um Dumont, der mit seiner Familie in Spa in Urlaub war, mit einem Telegramm zu benachrichtigen. Abgesandt wurde die berühmt gewordene Nachricht am 2. August um 11 Uhr. Sie bestand aus den knappen Worten 
Kohle angebohrt - Betrieb eingestellt - bin Mittag Erkelenz - Glück auf - Koton
Es entstand das Limburger Steinkohlerevier mit seinen sieben Zechen. Die Zeche von Waterschei zwischen As und Genk trug den Namen André Dumont-sous-Asch und war im Besitz der gleichnamigen Gesellschaft.

## Ehrungen
- Im belgischen und niederländischen Limburg tragen Straßen und Schulen seinen Namen.
- In As wurde am historischen Bahnhof und an der Museumseisenbahn Kolenspoor ein hölzerner, 32 Meter hoher Bohrturm errichtet. Er ist bis zu einer Höhe von 24 Meter begehbar und dient als Aussichtsturm über den National Park Hoge Kempen.

### Skulpturen
- In Löwen befindet sich auf dem Platz Hogeschoolplein vor dem PausKolleg eine  bronzene Statue von André Dumont. Sie wurde 1922 von der Vereinigung der Minenbauingenieure der katholischen Universität Löwen gestiftet. Das Denkmal trägt auf drei Seiten des Sockels die Inschrift: "ANDRÉ DUMONT / 1874-1920 / …IL DÉCOUVRIT LE BASSIN BROUILLER / DU NORD DE LA BELGIQUE", "ASCH, 2 VIII, 1901" und "ANDRÉ DUMONT / 1874-1920 / … HIJ ONTDEKTE DE STEENKOOL IN DE DIEPTE VAN DE KEMPENGROND".
- In Genk wurde das André Dumont Monument, eine große Skulptur errichtet. Sie liegt auf dem Platz vor der Sankt Martinuskirche in der Stationsstraat.
- In As erinnert ein steinerner Bohrturm an der Provinzialstraße N 730, Einmündung Vlasroot an den Geologen und seine Bohrung. Die N 730 trägt teilweise den Namen André Dumontlaan.